# خیابان چرینگ کراس

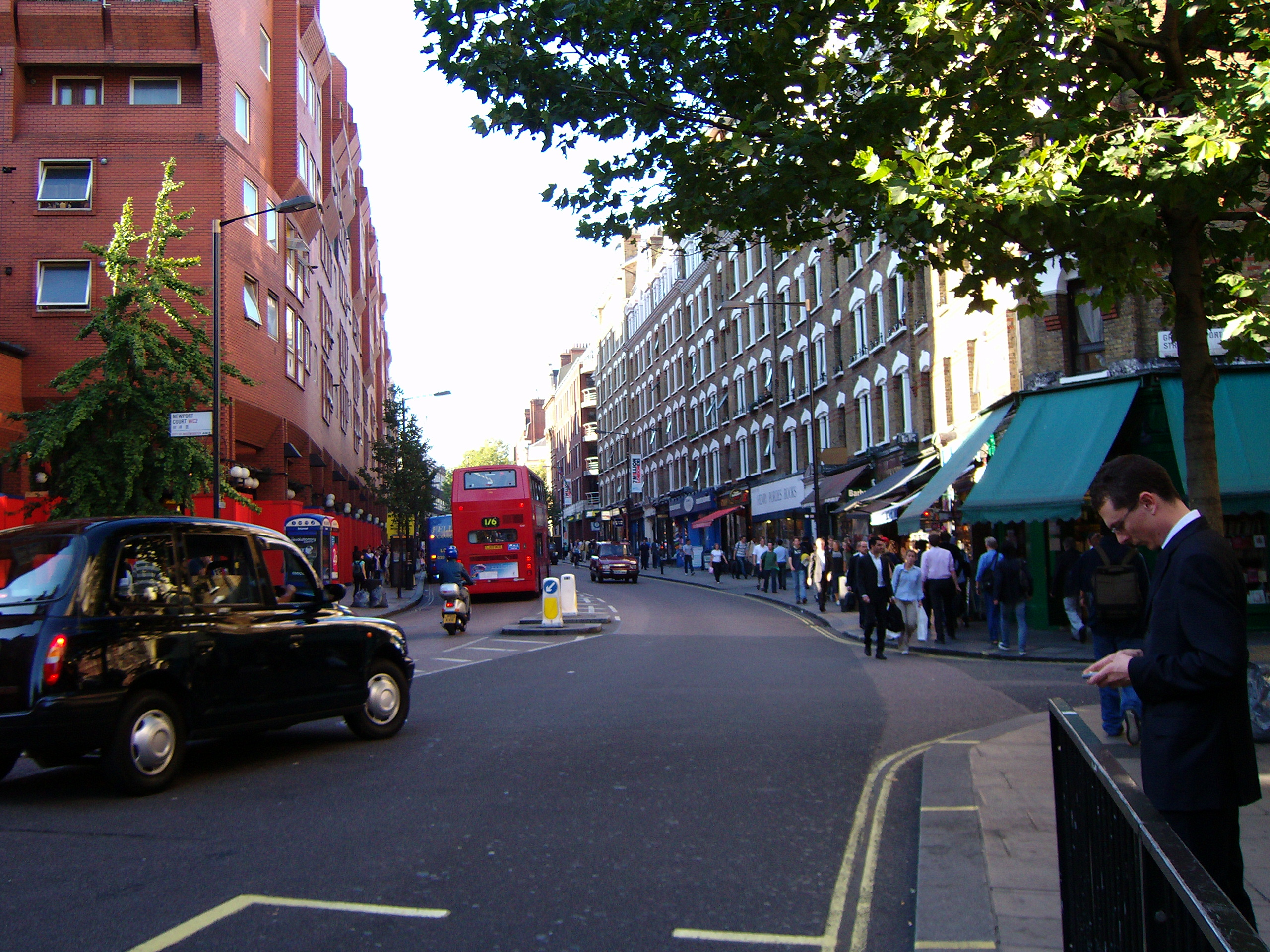
خیابان چرینگ کراس

خیابان چرینگ کراس (انگلیسی: Charing Cross Road) یک خیابان در لندن مرکزی است.
این خیابان از شمال کلیسای سنت مارتین این ده فیلدز شروع و در تقاطع با خیابان آکسفورد به پایان میرسد، ایستگاه راه‌آهن چرینگ کراس در جنوب این خیابان قرار دارد.